# Ganymedes 10
Ganymedes 10 is een sciencefictionverhalenbundel uit 1986 uitgegeven door A.W. Bruna Uitgevers.

## Achtergrond
Schrijvers, vertalers en lezers van sciencefiction konden hun eigen verhaal insturen naar Bruna om opgenomen te worden in de bundelreeks Ganymedes, die uiteindelijk tien delen zou krijgen. De eerste vier delen verschenen in de genummerde Bruna SF-reeks. De volgende vijf bundels werden uitgebracht als Zwarte Beertjes. De verhalen werden uitgekozen door Vincent van der Linden.

## Korte verhalen
Inleiding: Vincent van der Linden: Juwelen in zilver
Tien jaar King Kong
1. Annemarie van Ewyck: De vlucht der verbeelding
2. Bert Vos: Zwarte vleugels in een krans van duisternis
3. Peter Cuijpers: Herfsttij
4. Wim Burkunk: Aapjes
5. Tais Teng: De verstoorder van alle twijfels
6. Gert en Jan Kuipers: Het loon der zotheid, of Jettou's ei
7. Paul Harland: De gerechten van Rouaan
8. Gerben Hellinga jr.: Dichtheid negen

King Kong Award 1986
1. Peter Cuijpers: Hoe een jury zich vermaakte
2. Thomas Wintner: Het geschenk
3. Jan Bee Landman: De rijgdans
4. Jan J.B. Kuipers: Bannenfluister, hemelglas
5. Guido Eekhaut: Lamouzères
6. Kathinka Lannoy: De regenmannetjes
7. Martin Vesseur: Je ziet niet meer zoveel vrouwen tegenwoordig
8. Ferdinand Francino: Brief
9. Eddy C. Bertin: Tijdstranen zijn triljoen, Tanya Tenebrae
10. Paul Evenblij: Jaren van vloed, jaren van doodtij
11. Manuel van Loggem: De grote keizer
12. Cees Pamelot: Communicatie op omega-niveau
13. Jay Hill: Heel paard half
14. Peter Schaap: Watersteen
15. Iris du Toit: Per ongeluk
16. Anthony den Ridder: Broederkus
17. Alex Reufels: De gouden eeuw
18. Joost Boekhoven: Goed nieuws vandaag